# Norsk Tankesportforbund
 Norsk Tankesportforbund (kurz NTSF; wörtlich Norwegischer Denksportbund) ist eine norwegische Dachorganisation verschiedener Denksportverbände. Der am 15. November 2005 als Ergänzung zum Norwegischen Sportverband gegründete Bund hat seinen Sitz in Oslo.

## Mitgliedsorganisationen
- Norsk Bridgeforbund (Norwegischer Bridgeverband)
- Norsk Scrabbleforbund (Norwegischer Scrabblebund)
- Norges Sjakkforbund (Norwegischer Schachbund)
- Norges Backgammonforbund (Norwegischer Backgammonbund)
- Norges Othelloforbund (Norwegischer Othelloverband)
- Norges Postsjakkforbund (Norwegischer Verband für Fernschach)
- Go i Norge (Go in Norwegen)